# Cretaxenomerus mirari
Cretaxenomerus mirari (лат.) — вид ископаемых мелких наездников из семейства †Protoitidae надсемейства хальцид (Chalcidoidea). Обнаружен в меловом ливанском янтаре (около 130 млн лет). Один из древнейших представителей надсемейства Chalcidoidea. Видовой эпитет образован от латинского «mirari» («мираж») в связи с помутнением образца в янтаре в результате тафономического процесса.

## Описание
Мелкие перепончатокрылые насекомые (длина 1,212 мм). Усики 14-члениковые. Самка Cretaxenomerus mirari отличается от самок других видов рода следующим сочетанием признаков: голова сильно поперечная в дорсальном виде; клипеус не так сильно изогнут; мезоскутум шире длины; задний базитарзус с густым гребенчатым волосковидным набором; синтергум прямой и длиннее ¾ длины яйцеклада. Переднее крыло с выраженной костальной ячейкой, которая шире маргинальной жилки, и кубитальной жилкой, равной по длине дистальной вершине постмаргинальной жилки. Булава усиков 2-сегментная. Вид был впервые описан в 2023 году группой палеоэнтомологов из Германии, Китая, Ливана и Чехии. Как и другие таксоны из Protoitidae это древнейшие (с возрастом около 130 млн лет) представители надсемейства Chalcidoidea.